# Шарп (округ, Арканзас)
Шаблон:StateAbbr_ 36°09′21″ пн. ш. 91°30′18″ зх. д. / 36.155833333333° пн. ш. 91.505° зх. д.
Округ Шарп (англ. Sharp County) — округ (графство) у штаті Арканзас, США. Ідентифікатор округу 05135.

## Історія
Округ утворений 1868 року.

## Демографія
За даними перепису
2000 року
загальне населення округу становило 17119 осіб, зокрема міського населення було 2995, а сільського — 14124.
Серед мешканців округу чоловіків було 8221, а жінок — 8898. В окрузі було 7211 домогосподарств, 5142 родин, які мешкали в 9342 будинках.
Середній розмір родини становив 2,79.
Віковий розподіл населення поданий у таблиці:
| Стать    | До 15 років | 15-21 | 22-29 | 30-39 | 40-49 | 50-65 | 65-85 | Понад 85 |
| -------- | ----------- | ----- | ----- | ----- | ----- | ----- | ----- | -------- |
| Чоловіки | 1542        | 678   | 610   | 1005  | 1065  | 1552  | 1614  | 155      |
| Жінки    | 1510        | 668   | 616   | 1014  | 1059  | 1759  | 1962  | 310      |

## Суміжні округи
- Орегон, Міссурі — північ
- Рендолф — північний схід
- Лоуренс — південний схід
- Індепенденс — південь
- Ізард — південний захід
- Фултон — північний захід